# Bratkartoffeln

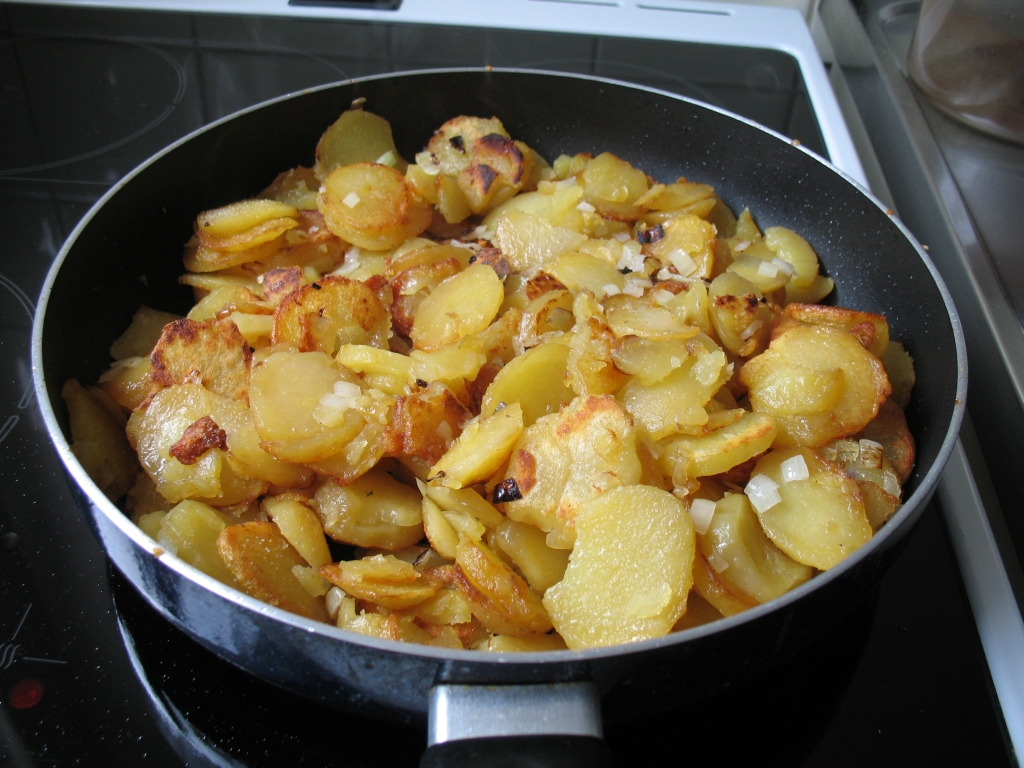
Bratkartoffeln

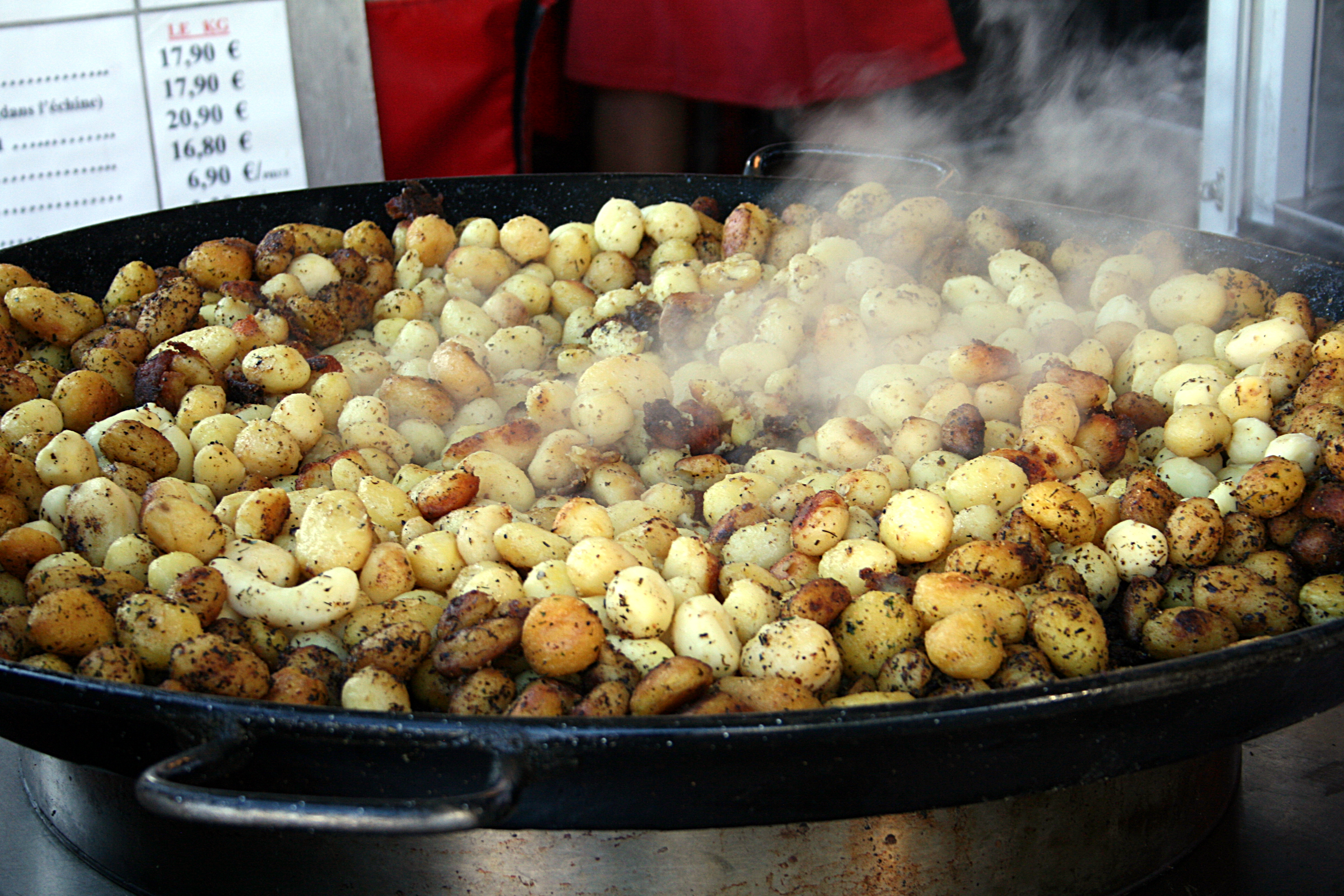
Röstkartoffeln, Frühkartoffeln aus der Bretagne

Bratkartoffeln und Röstkartoffeln sind Speisen aus gebratenen Kartoffeln. 
In der traditionellen Hochküche bezeichnen Bratkartoffeln in Scheiben geschnittene Kartoffeln (roh oder gekocht), die in Butter goldbraun gebraten werden (pommes sautées). Sie werden gesalzen und gepfeffert, alternativ mit sautiertem Speck zubereitet. Mit Röstkartoffeln bezeichnet man gebratene Würfel von gekochten kalten Kartoffeln, oder auch kleine Kartöffelchen (pommes de terre rissolées). Röstkartoffeln werden gesalzen und gepfeffert, regional mit Rosmarin, Majoran oder Kümmel gewürzt.

## Geschichte
Die deutsche Kochbuchautorin Henriette Davidis beschrieb Bratkartoffeln 1845 folgendermaßen:

„Bratkartoffeln sind stets am besten von frisch gekochten Pellkartoffeln, die bis zum Braten heiß gehalten werden. Doch kann man auch übrig gebliebene Salz- oder Pellkartoffeln verwenden. Man schneidet die Kartoffeln in Scheiben und brät sie in einer flachen Pfanne in reiner Butter oder in Kochfett oder auch mit Speck. Nach Belieben kann man auch in Scheiben geschnittene Zwiebel mitbraten, die man kurz vor den Kartoffeln in das zerlassene Fett gibt. Man bestreut die Kartoffeln mit Salz und röstet sie hellbraun, wobei man sie vorsichtig rüttelt und umrührt, um sie vor dem Anbrennen zu schützen.“

Hinsichtlich Art und Zerkleinerung der zu benutzenden Kartoffeln, der „richtigen“ Pfanne, des Bratfetts, der Würzung und schließlich der Konsistenz und des Geschmacks beim fertigen Gericht gibt es unterschiedliche Ansichten. Allgemein wird aber eher ein knuspriges als ein zu weiches Bratergebnis gewünscht. Hierzu empfehlen sich festkochende Kartoffeln, eine gut vorgeheizte Pfanne, ausreichend Fett, nicht zu viele Schichten Kartoffeln in der Pfanne, eine längere Garzeit mit sparsamem Wenden und die Zugabe von Zwiebeln oder Speck erst gegen Ende der Bratzeit. Allerdings können Zwiebeln und Speck auch getrennt angebraten werden, da man sie so besser als mit den Kartoffeln zusammen nach Wunsch zubereiten kann.
Zum Würzen/Aromatisieren des Gerichts werden Salz, Pfeffer, Kümmel, Majoran, Rosmarin, Knoblauch oder manchmal auch Zucker verwendet. Süße Bratkartoffeln (auch als Röstkartoffeln oder karamellisierte Kartoffeln bezeichnet) sind eine zumeist nur in Norddeutschland als wichtiger Bestandteil eines winterlichen Grünkohlessens bekannte Spezialität. Hierzu werden vorzugsweise so genannte „Grünkohlkartoffeln“ verwendet: kleinste Kartoffeln bis etwa drei Zentimeter Durchmesser, die unzerteilt in der Pfanne mit Zucker überstreut werden und zum Karamellisieren in dem durch die Brathitze entstehenden Sud gewälzt werden.

## Beilagen und Verwendung
Als einfaches Gericht eignen sie sich sehr gut zusammen mit Spiegel- oder Rührei, Sülze, Wurst (Leber- sowie Blut- bzw. Griebenwurst), Knipp, Brathering oder Matjes. Sie sind zudem als Beilage zu Fleisch- und Gemüsegerichten geeignet. Beliebt ist auch das Bauernfrühstück mit Bratkartoffeln als Grundlage.

## Varianten
In den USA sind home fries (grob geschnittene, häufig mit Schale gebratene Kartoffeln) und die der Rösti ähnlichen Hash Browns oft Bestandteil eines vollständigen Frühstücks. In England sind fried potatoes bekannt.
Eingeschnittene sind im Vogtland und Westerzgebirge „in den Tiegel geschnittene gekochte Kartoffeln“. Im Badischen sind sie traditionell mit Speck als „Brägele“ bekannt.
Im Elsass wird ein ähnliches Gericht als Roigabrageldi bezeichnet. Der Name kommt aus dem Alemannischen und bedeutet so viel wie „rohes Gebratenes“. Es gibt verschiedene Zubereitungsarten, sowohl in der Pfanne als auch im Topf. So werden zum Beispiel Kartoffeln, Speck und Zwiebeln abwechselnd übereinandergeschichtet. Traditionell isst man Roigabrageldi mit grünem Salat und geräucherter Schweineschulter.

## Sonstiges
Bratkartoffeln waren im 19. Jahrhundert das „Festessen“ der Arbeiter in den rasch wachsenden Industriestädten. Die meisten Menschen waren ländlicher Herkunft und hatten in der Stadt nur selten Gelegenheit, sich warme Mahlzeiten zuzubereiten. Das sprichwörtliche Bratkartoffelverhältnis, die Bratkartoffelliebe oder gar -ehe entstanden aus dem Heimweh bzw. der Sehnsucht nach einer warmen Mahlzeit – „wie bei Muttern“ – und dem Geruch der nach Zwiebeln und Speck duftenden Pfanne, welche der Industriearbeiter bereit war, auch materiell zu honorieren. Solche oder ähnliche „Bratkartoffelliebe“ sicherte zahlreichen Witwen, auch noch vor der Einführung der Sozialversicherung, das Überleben durch die Zuwendungen der so miternährten und zahlenden Ess- und Wohngäste. Die Arbeiter hatten nicht selten zuhause auf dem Lande ihre Familien. Die „Bratkartoffelehe“ war daher meist nur eine schlichte Zweckgemeinschaft.